# Мукагасана, Йоланде
Йоланде Мукагасана (руанда и фр. Yolande Mukagasana; 6 сентября 1954, Руанда-Урунди) — руандийская и бельгийская франкоязычная писательница.

## Биография
Йоланде Мукагасана родилась 6 сентября 1954 года в Руанде-Урунди (сейчас Руанда).

### Медицинская карьера и геноцид
В течение 19 лет работала в Кигали медсестрой-анестезиологом в больнице, позже — руководителем собственного частного диспансера.
Будучи тутси по происхождению, пострадала во время геноцида в Руанде в 1994 году со стороны хуту. Мукагасана смогла бежать в Бельгию, но её муж, трое детей и многие знакомые были убиты. В Бельгии работала в доме престарелых, поскольку её медицинская квалификация здесь не котировалась. В 1999 году получила бельгийское гражданство.
Впоследствии она усыновила трёх племянниц, которые потеряли своих родителей, заботилась о многих сиротах, всё ещё живущих в Руанде.

### Литературная деятельность
Опубликовала две автобиографических книги — «Смерть не хочет меня» (La mort ne veut pas de moi) в 1997 году и «Не страшно знать» (N’aie pas peur de savoir) в 1999 году, посвящённые геноциду тутси. Также стала автором пьесы «Руанда-94», сборника рассказов «Из уст в уши» (De Bouche à oreille), опубликованного в 2003 году, и мемуаров «Я не знаю, когда умру» (La mort ne veut pas de moi), в 2019 году переведённого на английский.
В 1999 году, вернувшись в Руанду, вместе с бельгийским фотографом Аленом Казинеракисом подготовила передвижную выставку, посвящённую свидетельствам о геноциде.
В 2002 году была удостоена премии «Золотой голубь мира».